# Oulad Amer
Oulad Amer  (in arabo اولاد عامر‎?) è un centro abitato e comune rurale del Marocco situato nella provincia di Settat, regione di Casablanca-Settat. Conta una popolazione di 6 673 abitanti (censimento 2014).